# 萊爾敦 (密蘇里州)
萊爾敦（英語：Lisletown）是位於美國密蘇里州歐塞奇縣的鬼鎮。

## 歷史
萊爾敦的郵局於1842年設立，其後於1860年停運。

## 地理
萊爾敦所處的海拔為高於海平面168米（即551英呎），而該地所採用的時區為UTC-6，即北美中部時區（CST）。同時該地設有夏令時間，為UTC-6調快一小時，即UTC-5（CDT）。